# Près-de-Ville

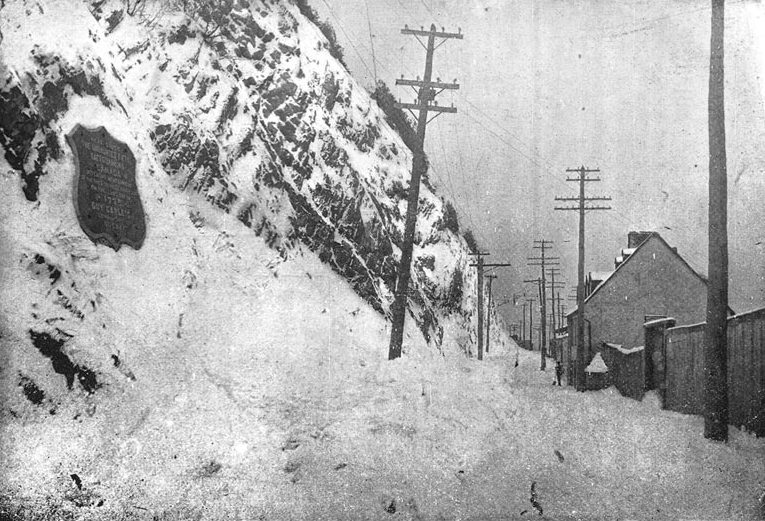
Près-de-Ville en 1905.

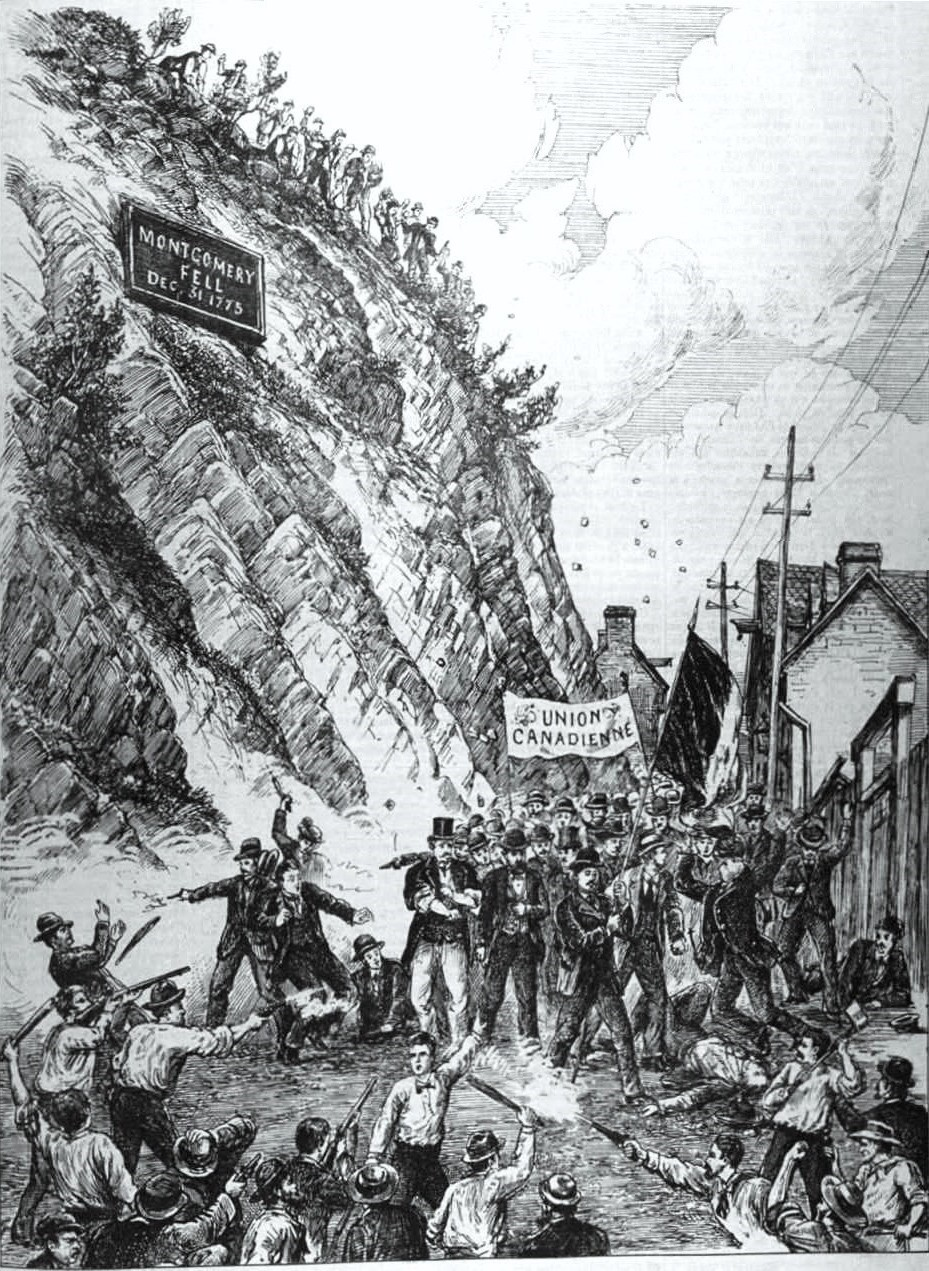
Près-de-Ville en 1879.

Près-de-Ville est un ancien lieu-dit de Québec situé dans le secteur du Cap-Blanc.

## Histoire
Près-de-Ville est l'une des parties du secteur du Cap-Blanc. C'est une étroite bande de terre cernée entre le cap Diamant et le fleuve Saint-Laurent, en contrebas de la citadelle de Québec. Il se trouve entre le Petit Champlain et l’Anse-des-Mères.
Il est autrefois traversé par un seul chemin de grève, la rue Près-de-Ville (aujourd'hui la rue Champlain).
En 1775, lors de l'attaque américaine sur Québec, la cité est défendue par Guy Carleton à cet endroit grâce à une barricade permettant d'arrêter l'envahisseur. Le général américain Richard Montgomery y succombe.
Vers le XIXe siècle, Près-de-Ville est surtout habité par des immigrants irlandais, des débardeurs et autres ouvriers de chantiers maritimes
Le 22 juin 1865, Près-de-Ville est rasé par un incendie.